# Bella Vista (Tucumán)
Bella Vista is een plaats in het Argentijnse bestuurlijke gebied Leales in de provincie Tucumán. De plaats telt 15.126 inwoners.